# Калласте (Миністе)
Калласте (ест. Kallaste, виро Kallaste) — село в Естонії, входить до складу волості Миністе, повіту Вирумаа.